# Viel-Arcy
Viel-Arcy är en kommun i departementet Aisne i regionen Hauts-de-France i norra Frankrike. Kommunen ligger  i kantonen Braine som ligger i arrondissementet Soissons. År 2022 hade Viel-Arcy 172 invånare.

## Befolkningsutveckling
Antalet invånare i kommunen Viel-Arcy
Referens: INSEE